# Famille de Jésus

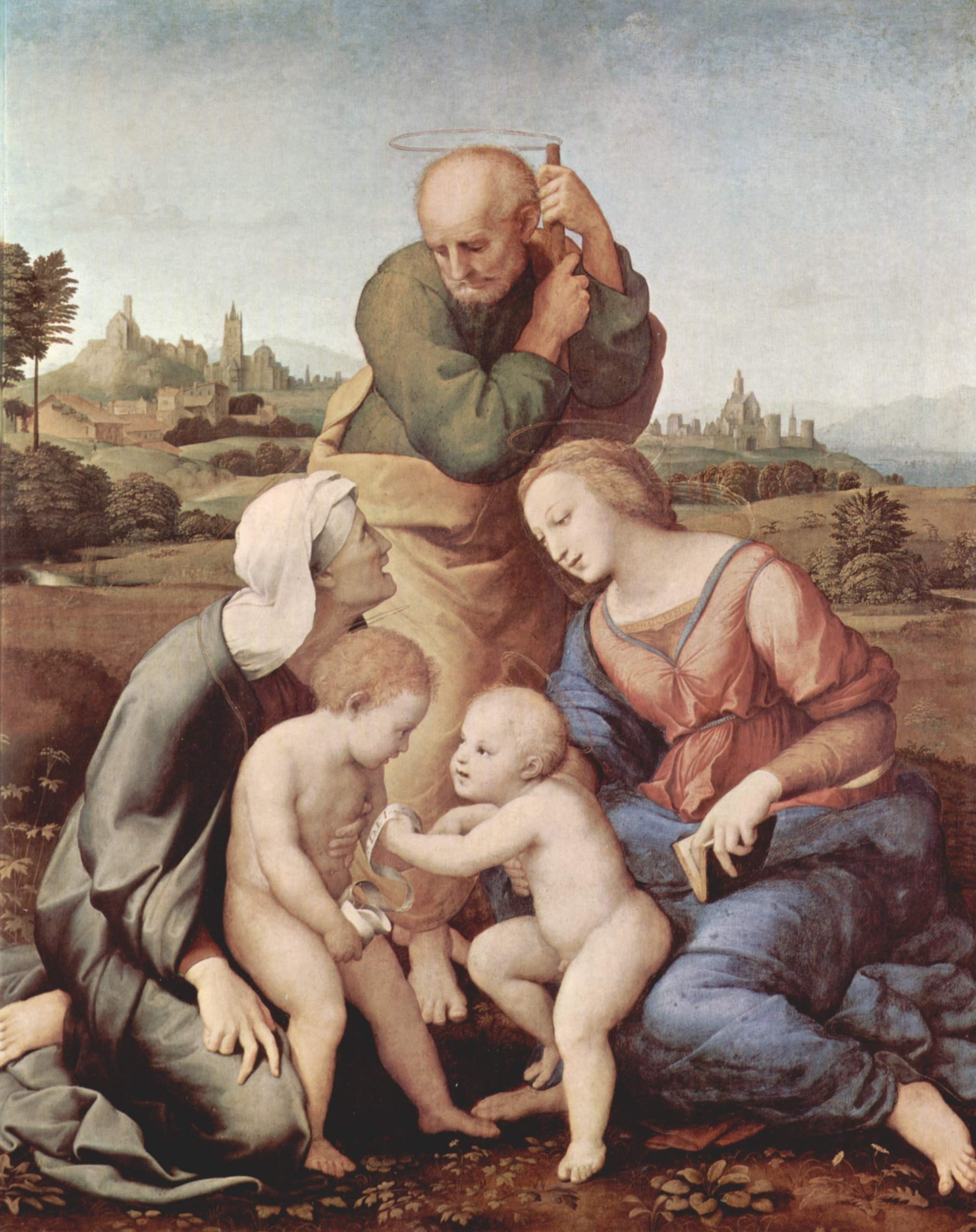
La Sainte Famille avec sainte Élisabeth et Jean-Baptiste, peinture de Raphaël

La famille de Jésus et de ses parents, Marie et Joseph est évoquée dans certains passages du Nouveau Testament.

## Généalogies par Joseph
La généalogie de Jésus concernant l'ascendance de Jésus de Nazareth par Joseph est détaillée dans deux passages du Nouveau Testament : Matthieu Mt 1,1-17 et de Luc Lc 3,23-38. Les deux font remonter la lignée de Jésus au roi David et de là jusqu’à Abraham ; Matthieu s'arrête à l'ancêtre hébreu Abraham tandis que Luc trace la lignée jusqu’à Adam. Les deux généalogies sont identiques entre Abraham et David, mais diffèrent radicalement après. Elles privilégient le lien agnatique cependant l'évangile de Matthieu mentionne quatre femmes dans sa lignée.

## La famille de Marie et les liens avec Jean le Baptiste

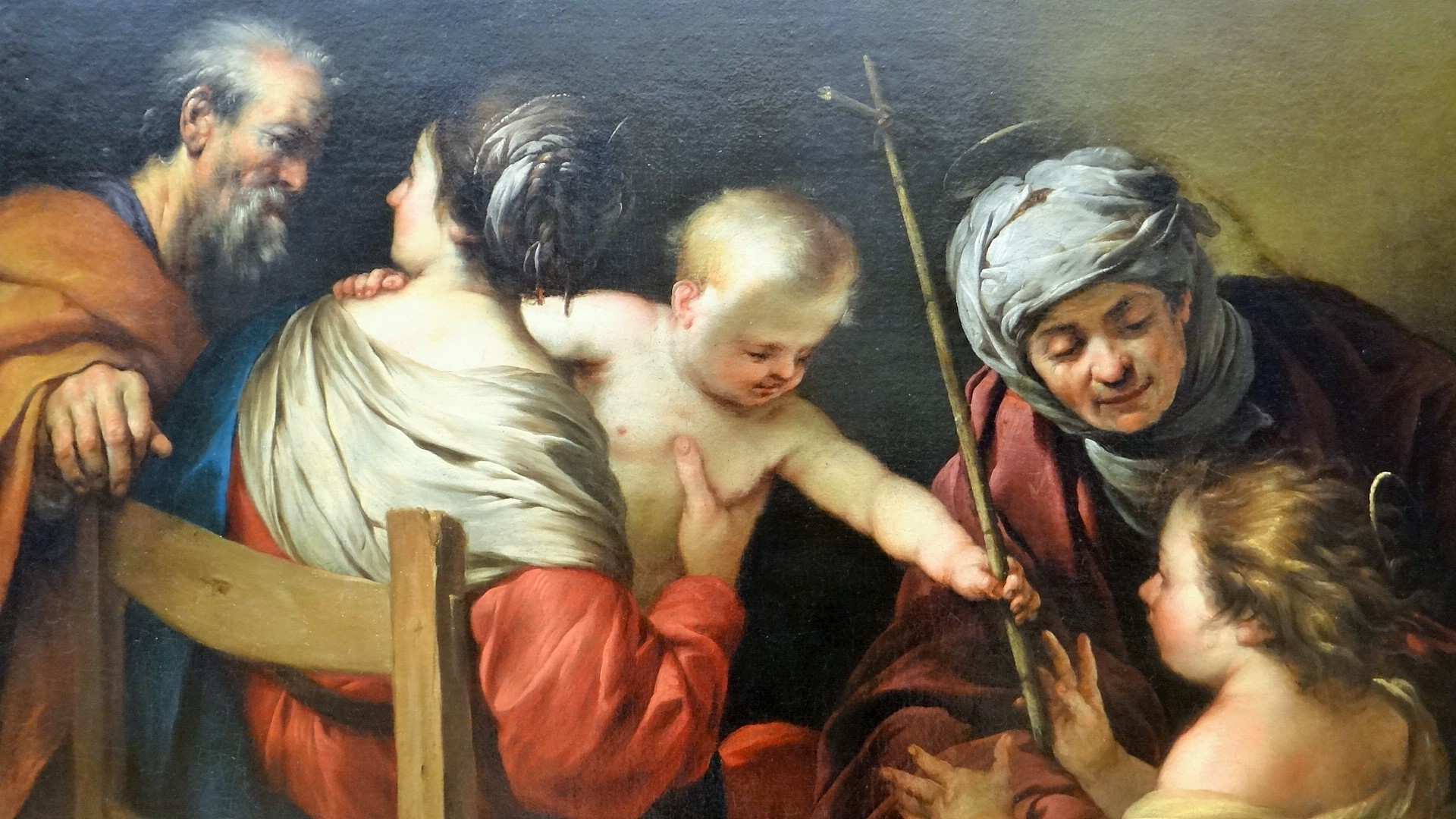
La Sainte Famille avec sainte Élisabeth et Jean-Baptiste, à qui l'Enfant Jésus donne une croix en roseau. Peinture de Jacques Blanchard.

La famille de Jésus et de ses parents, Marie et Joseph est évoquée dans certains passages du Nouveau Testament.
Dans la tradition chrétienne, Jean le Baptiste est le fils du prêtre Zacharie et d'Élisabeth, qui serait une cousine de Marie, la mère de Jésus (l'évangile attribué à Luc dit qu'Élisabeth est « une parente » de Marie, « cousine » serait une précision apportée par la tradition orale).
Dans la tradition musulmane, Élisabeth s'appelle Îsha (ou Ashâ`) et est l'épouse de Zacharie et la mère de Yahya (le Baptiste). Selon le Dictionnaire du Coran, des historiens anciens indiquent que Îsha et Hannah (Élisabeth et Anne) « seraient deux sœurs, filles de Fâqûdh. »

## La Sainte famille et les frères et sœurs de Jésus
La très grande majorité des exégètes et des historiens estiment que Jacques était le fils de Joseph avec Marie.
De très nombreux documents chrétiens attestent de l'appellation « frère du Seigneur » ou « frère de Jésus » donnée à Jacques le Juste et Flavius Josèphe parle de « Jacques, frère de Jésus, appelé Christ », lorsqu'il relate son exécution.
Dans son épître aux Galates (1, 19), saint Paul appelle Jacques « le frère du Seigneur ». Dans la première épître aux Corinthiens (9, 4-5), il mentionne d'autres frères du Seigneur qui ont le droit d'emmener leur femme pendant leur mission apostolique. Il apparaît clairement dans la formulation de Paul qui compare ses droits avec « les autres apôtres, et les frères du Seigneur et Céphas (c'est-à-dire l'apôtre Pierre) » qu'il n'attribue le qualificatif de frère du Seigneur qu'à quelques individus spécifiques. Il ne s'agit absolument pas d'un synonyme de disciple. Pierre-Antoine Bernheim fait remarquer que de plus « Paul ne qualifie jamais Pierre, Jean ou Barnabé de frère du Seigneur. »
Tous les évangiles qu'ils soient canoniques ou apocryphes font aussi référence aux frères et parfois aussi aux sœurs de Jésus mais ce terme de frère est généraliste, utilisé pour une même génération et il regroupe ainsi tous les cousins. Les trois évangiles synoptiques donnent une liste des frères de Jésus: « Jacques, Joseph (parfois appelé du diminutif Joset), Jude et Simon » dans lesquelles Jacques est toujours cité en premier. Ils mentionnent aussi à plusieurs reprises que Marie était accompagnée des frères et des sœurs de Jésus. Outre la liste de frères, ces évangiles synoptiques mentionnent les frères (et sœurs) de Jésus à l'occasion de deux épisodes. Dans chacun des deux, ses frères et sœurs sont associés à Marie, la mère de Jésus. Ils apparaissent aussi à deux reprises dans l'évangile attribué à Jean. Dans une des deux mentions, ils sont associés à la mère de Jésus.Dans les Actes des Apôtres (1, 14), Marie et les frères de Jésus sont « assidus à la prière » avec les autres disciples juste après la résurrection.
« Il apparaît clairement que le mot « frère » ne peut avoir le sens figuré de "compagnon" ou de "coreligionnaire" puisque, dans certains passages, les frères de Jésus sont explicitement opposés à ses disciples, c'est-à-dire à sa famille spirituelle. Il s'agirait plutôt donc d'une terminologie générale pour évoquer une même génération, frères et cousins réunis. » Les Constitutions apostoliques (VIII, 35, 1) parlent même de « frère du Christ selon la chair.. » « En second lieu, dans la plupart des références provenant des Évangiles et des Actes des Apôtres (8/9), les frères de Jésus sont associés avec Marie, sa mère. »